# Estación Rancul
Rancul es una estación ferroviaria ubicada en la ciudad homónima, en el Departamento Rancul, Provincia de La Pampa, Argentina.

## Ubicación
Se encuentra en el km 612,1 km desde la Estación Once.

## Servicios
No presta servicios de pasajeros. Sus vías están concesionadas a la empresa de cargas Ferroexpreso Pampeano